# Bryobia magallanica
Bryobia magallanica är en spindeldjursart som beskrevs av Gonzalez 1977. Bryobia magallanica ingår i släktet Bryobia och familjen Tetranychidae. Inga underarter finns listade.